# Маркевич Олексій Васильович
Маркевич Олексій Васильович (нар. 14 грудня 1932 р., м. Глинян, Львівська область — ?) — український архівіст, історик, автор низки праць з сфрагістики. 

## Біографія
Маркевич Олексій Васильович народився 14 грудня 1932 р. у м. Глиняни, що на Львівщині. 
У 1949 р. після здобуття середньої освіти почав працювати на посаді архіваріуса у філіалі Центрального державного історичного архіву УРСР (м. Львів), одночасно навчався на історичному факультеті Львівського університету імені Івана Франка. 
У 1951 р. О. Маркевича перевели на посаду старшого наукового співробітника Центрального державного історичного архіву УРСР у м. Львів. 
У 1955 р. він закінчив університет і був зарахований до аспірантури у тому ж навчальному закладі. Наступного року О. Маркевич очолив реставраційну лабораторію архіву. На цій посаді архівіст доклав багато зусиль для організації систематичного мікрофільмування документів із метою створення страхового фонду . Працював О. Маркевич у Центральному архіві до кінця 1967 р., у січні 1968 р. перейшов на роботу до соціологічної лабораторії Львівського університету, а з 1974 р. – на посаду старшого викладача Львівської державної консерваторії ім. М. Лисенка. 
У середині 1960-х рр. О. Маркевич доклав чимало зусиль, щоб у тогочасному радянському гербі Львова були збережені давні гербові фігури: лев і брама з трьома вежами. Вченого підтримав академік І. Крип'якевич. Думку цих істориків було враховано, проте у гербі затвердженому міською радою Львова в 1967 р. все таки долучили радянську символіку. 
Одночасно з мікрофільмуванням і реставрацією документів О. Маркевич у Центральному державному історичному архіві УРСР у Львові професійно займався сфрагістикою. Його науковою роботою у цій галузі керував згаданий академік І. Крип'якевич. У 1960-х роках О. Маркевич. організував у архіві системну роботу щодо збору і обліку українського корпусу печаток. Результатом цієї роботи стало укладання сфрагістичної картотеки сіл Галичини. Після переходу О. Маркевич у 1968 р. на роботу з центрального архіву до інших установ, картотека зберігалася у нього вдома. Відтак, після його смерті родина у 2018 р. передала згадану картотеку до Наукової бібліотеки Львівського національного університету імені Івана Франка.

## Наукові публікації
- Маркевич О. В. Документальні матеріали ЦДІА УРСР у м. Львові як джерело для вивчення сфрагістики. Історичні джерела та їх використання. Київ : Наук. думка. 1964. Вип. 1. С. 233–247.
- Маркевич О. Виявлення та описання сфрагістичних пам’яток. Науково-інформаційний бюлетень Архівного управління УРСР. Київ. 1964. № 5 (67). С. 27–31.
- Маркевич О. В. Печатки міст Галичини як історичне джерело. Історичні джерела та їх використання. Київ : Наук. думка. 1966. Вип. 2. С. 222–237.
- Маркевич О. Час і причини виникнення сільських печаток в Галичині. Науково-інформаційний бюлетень Архівного управління УРСР. Київ. 1963. № 6. С. 15–19.